# Барсегян, Тагуи Степановна
Армянская художница Барсегян Тагуи Степановна родилась 19 января 1959 года, в г. Ереван (Армения). Живописец и художница кино. Работала в манере концептуализма с элементами сюрреализма. Член Союза Художников Армении начиная с 1981 г., Национального Союза Художников Украины с 1998 г.
В 1974 году окончила обучение в Ереванском художественном училище им. П. Терлемезяна. Где она училась под руководством К. Егиазаряна и А. Газаряна. На протяжении двух лет, с 1978 по 1980 гг. работала художницей–постановщицей киностудии: «Арменфильм» и Ереванской телестудии (1985–1987 гг.).
Персональные выставки художницы проводились в г. Ереван (1989 и 1994гг.) В г. Харьков (Украина) (1996, 1999гг.), Чехии в г. Таборе (1999г.), США в г. Джерси–Сити, Лос—Анджелес (1999гг.), Франции в Париже (1999).

## Основные произведения
- «Портрет девушки» (1980),
- «Иллюзия» (1988),
- «Родина» (1989),
- «Император» (1996),
- «Ход» (1996),
- «Иллюзия»,
- «Семья»,
- «Возрождение» (1989),
- «Встреча» (1994),
- «Процессия», «Ход»,
- «Император» (1996),
- «Праздник» (1997),
- «Рождество» (1998),
- «Желтый настроение»,
- «Представление» (1998).

Произведения хранятся в Музее современного искусства в Армении, Музее современного русского искусства в США, Джерси—Сити, Харьковском городском художественной галереи им. С. Васильковского. Жила и работала в Харькове и Нью—Йорке (с 1994).